# Ameles decolor
Ameles decolor é uma espécie de pequeno louva-a-deus nativa do oeste da bacia do Mediterrâneo e do norte da África. Ameles decolor foi descrita pela primeira vez pelo entomologista Domenico Cyrillo em 1787, e sua classificação atual foi estabelecida em 1976 por Karl Harz e Alfred Peter Kaltenbach. Ameles decolor apresenta-se como um louva-a-deus pequeno e de cor marrom-clara, com fêmeas geralmente maiores que os machos. Os padrões de acasalamento de Ameles decolor são considerados alguns dos mais complexos entre os louva-a-deus, com os machos exibindo dois estilos distintos de cortejo. Seu habitat preferido inclui matagais, campos e áreas florestadas.

## Taxonomia
Ameles decolor é uma espécie de louva-a-deus pertencente à família Amelidae. Inicialmente descrita como Mantis abjecta pelo entomologista Domenico Cyrillo em 1787, essa classificação não foi formalmente reconhecida. Em 1825, Toussaint von Charpentier [en] classificou a espécie como Mantis decolor. Em 1849, Hippolyte Lucas reclassificou a espécie como Harpax decolor. Em 1976, os entomologistas alemães Karl Harz e Alfred Peter Kaltenbach reclassificaram a espécie como Ameles decolor. Desde então, os entomologistas Paolo Fontana, Reinhard Ehrmann e Barbara Agabiti mantiveram essa classificação.

## Descrição

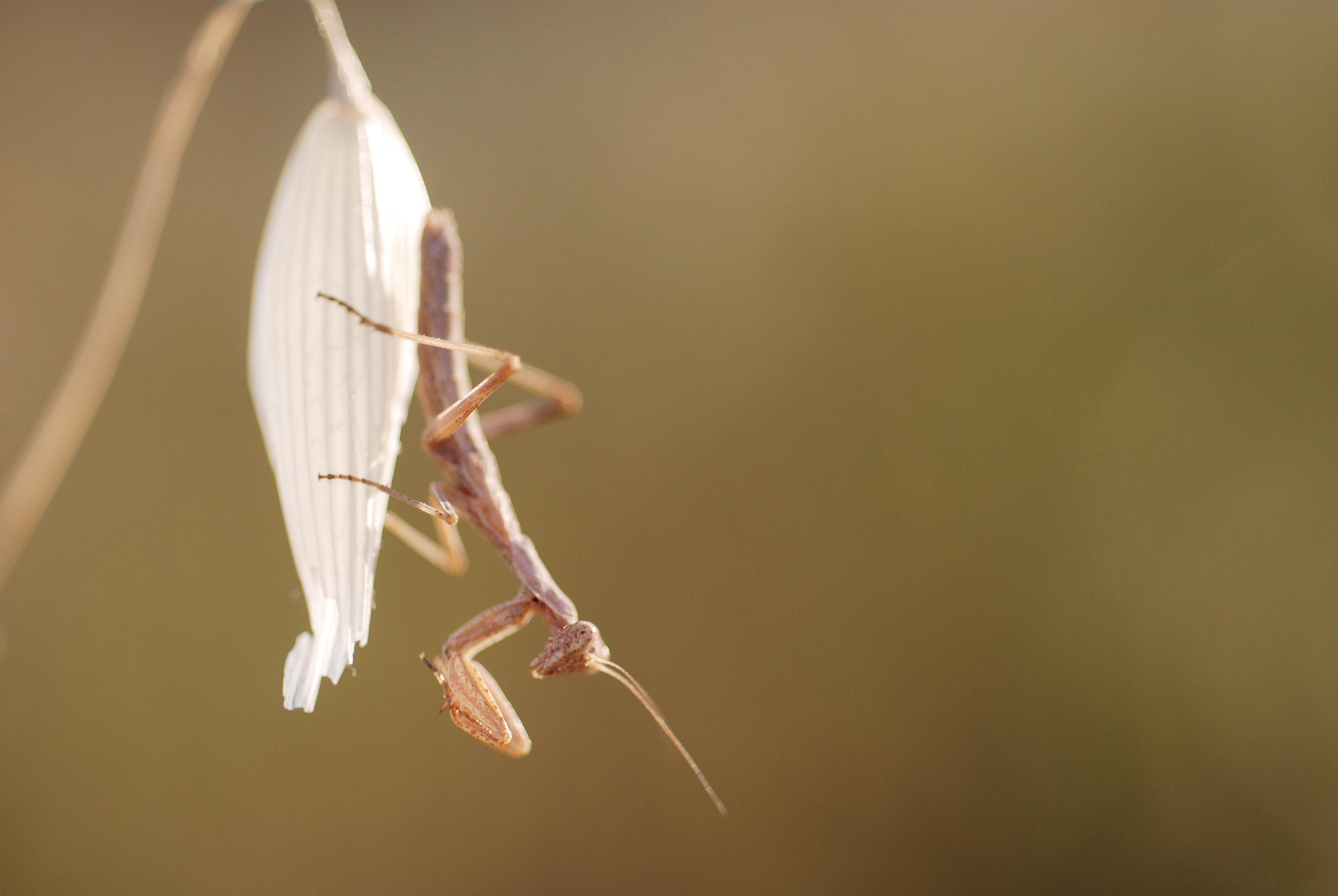
Estágio larval de Ameles decolor pendurado em uma flor na Bélgica

Ameles decolor é considerado um louva-a-deus pequeno. Os machos medem de 18 mm a 27 mm, enquanto as fêmeas são ligeiramente maiores, com 19 mm a 28 mm. O protórax é delgado, e o abdômen é cilíndrico. Os olhos e o corpo apresentam uma cor ocre, e os olhos podem exibir um tubérculo em sua extremidade apical. Machos e fêmeas compartilham largura de cabeça e estrutura ocular semelhantes, mas os olhos das fêmeas são angulados para cima. As tégminas (asas anteriores coriáceas) dos machos se estendem além da placa subgenital e apresentam uma faixa branca estreita. Nas fêmeas, as asas anteriores alcançam apenas a extremidade distal do urosternito, sendo significativamente mais curtas. Ao longo do tórax, os machos possuem pelos que as fêmeas não têm. As pernas posteriores e médias dos machos também apresentam pelos densos, enquanto nas fêmeas são ligeiramente peludas. As fêmeas têm fêmures e tíbias mais longos, e suas pernas anteriores são notavelmente maiores. O abdômen dos machos é cilíndrico com urosternitos largos, e eles possuem genitália externa. O abdômen das fêmeas é mais longo e estreito que o dos machos.
Ameles decolor é frequentemente confundida com Ameles heldreichi [en]; essas espécies são diferenciadas pelos olhos mais arredondados e pela genitália de Ameles heldreichi. Ameles decolor também é semelhante a Ameles massai e é distinguida por suas tégminas mais longas, protórax mais curto e formato genital diferente.

## Ciclo de vida

### Acasalamento
O comportamento de cortejo sexual de Ameles decolor é considerado um dos mais complexos dentro da ordem Mantodea. Durante o acasalamento, os machos iniciam com movimentos abdominais enquanto realizam movimentos laterais com as pernas prototorácicas. Ameles decolor também executa uma série de movimentos de batida com as pernas metatorácicas, embora não se saiba se esses movimentos estão relacionados ao cortejo ou ocorrem incidentalmente. Componentes individuais do ritual de Ameles decolor foram observados no louva-a-deus-chinês e em Oxypilus hamatus durante seus rituais de acasalamento. Tenodera aridifolia [en] apresenta um ritual de acasalamento semelhante, sugerindo um ancestral comum e que o comportamento surgiu quando os ancestrais das espécies divergiram. As fêmeas foram observadas exibindo comportamentos deimáticos (de intimidação) durante o cortejo.
Os machos seguem duas abordagens distintas ao cortejar as fêmeas. A primeira, chamada de "abordagem vigorosa", envolve rotação rápida das pernas anteriores e uma curvatura ampla do abdômen. A segunda, a "abordagem tímida", consiste em se aproximar lentamente da fêmea com oscilações lentas de lado a lado nas pernas anteriores. Essa abordagem tímida foi observada em outras espécies de louva-a-deus. Teoriza-se que, como os louva-a-deus percebem objetos lentos como mais distantes, os machos podem adotar o comportamento "tímido" para evitar predação pelas fêmeas maiores. Durante a aproximação, os machos batem no chão para sinalizar o desejo de acasalar, e, ao se aproximarem, abrem as pernas anteriores e se agigantam para desencorajar ataques da fêmea. O canibalismo sexual foi observado na espécie, mas apenas antes do início dos rituais de cortejo, indicando que o cortejo reduz significativamente o risco de os machos serem consumidos. O canibalismo fora de encontros sexuais também foi observado em Ameles decolor. Durante a cópula, o macho realiza um salto voador sobre as costas da fêmea, executando movimentos de acasalamento semelhantes aos de Tenodera aridifolia. Durante o acasalamento, os machos frequentemente tocam as antenas para acalmar a fêmea, e outros machos podem tentar interromper os pares em acasalamento para acasalar com a fêmea.

### Estágios do ciclo de vida
As massas de ovos são sempre depositadas sob pedras. Após a eclosão, Ameles decolor passa por uma metamorfose incompleta, começando com estágios de ninfa, que geralmente são braquípteras (de asas curtas). As fêmeas permanecem braquípteras ao longo da vida, enquanto os machos desenvolvem asas completas. Ameles decolor geralmente atinge a fase adulta por volta de julho e sobrevive até outubro.

## Distribuição

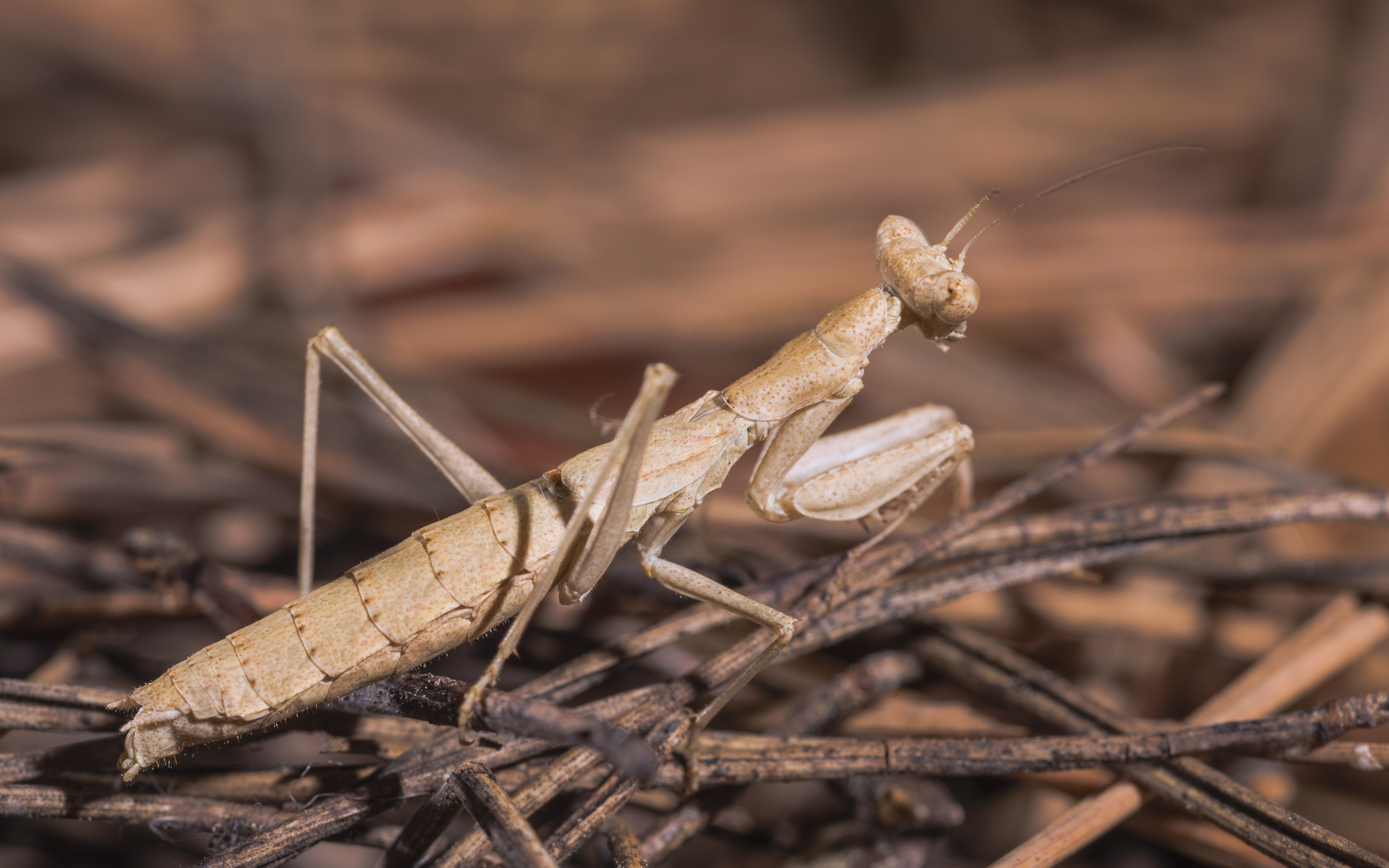
Uma fêmea imatura de Ameles decolor

### Alcance
Ameles decolor é nativa da bacia do Mediterrâneo, abrangendo desde a Europa Central até o norte da África. Especificamente, Ameles decolor é nativa da Albânia, Argélia, Grécia, Itália (incluindo a Sardenha), Líbia, Montenegro, Macedônia, Espanha, França, Sérvia, Sicília, Tunísia e as Ilhas Jônicas. Estimativas da União Internacional para a Conservação da Natureza indicam que a área mínima total de distribuição nativa de Ameles decolor é de aproximadamente 870.000 km². Em 2018, foi confirmado que Ameles decolor é nativa das regiões costeiras da Eslovênia e Croácia, especificamente ao longo do rio Dragonja [en]. Ainda é debatido se Ameles decolor é nativa das ilhas de Malta, pois há apenas dois registros de sua presença no arquipélago.

### Habitat
Ameles decolor é mais comumente encontrada em vegetação herbácea e áreas florestadas, incluindo campos, maquis e garrigue.

## Evolução
Foi proposto que Ameles decolor, Ameles heldreichi [en], Ameles dumonti [en], Ameles aegyptiaca [en] e Ameles syriensis [en] surgiram na região ao redor do mar Adriático, com Ameles decolor e Ameles heldreichi evoluindo antes do período Terciário. Posteriormente, Ameles decolor migrou para o oeste, provavelmente durante o Plioceno, alcançando a Espanha. No Mioceno, a regressão marinha no Mediterrâneo permitiu que Ameles decolor migrasse para a Sicília.
O seguinte cladograma mostra a posição filogenética de Ameles decolor entre membros selecionados do gênero Ameles [en], com base na comparação de 21 características morfológicas do gênero Ameles:

|  | Ameles syriensis [en]  |
|  |                        |
|  | Ameles aegyptiaca [en] |
|  |                        |

|  | \| \| Ameles dumonti [en] \| \| \| \| \| \| Ameles heldreichi [en] \| \| \| \| |
|  |                                                                                |
|  | Ameles decolor                                                                 |
|  |                                                                                |
|  | Ameles dumonti [en]                                                            |
|  |                                                                                |
|  | Ameles heldreichi [en]                                                         |
|  |                                                                                |

|  | Ameles dumonti [en]    |
|  |                        |
|  | Ameles heldreichi [en] |
|  |                        |

|  | Ameles syriensis [en]  |
|  |                        |
|  | Ameles aegyptiaca [en] |
|  |                        |

|  | \| \| Ameles dumonti [en] \| \| \| \| \| \| Ameles heldreichi [en] \| \| \| \| |
|  |                                                                                |
|  | Ameles decolor                                                                 |
|  |                                                                                |
|  | Ameles dumonti [en]                                                            |
|  |                                                                                |
|  | Ameles heldreichi [en]                                                         |
|  |                                                                                |

|  | Ameles dumonti [en]    |
|  |                        |
|  | Ameles heldreichi [en] |
|  |                        |

|  | Ameles syriensis [en]  |
|  |                        |
|  | Ameles aegyptiaca [en] |
|  |                        |

|  | \| \| Ameles dumonti [en] \| \| \| \| \| \| Ameles heldreichi [en] \| \| \| \| |
|  |                                                                                |
|  | Ameles decolor                                                                 |
|  |                                                                                |
|  | Ameles dumonti [en]                                                            |
|  |                                                                                |
|  | Ameles heldreichi [en]                                                         |
|  |                                                                                |

|  | Ameles dumonti [en]    |
|  |                        |
|  | Ameles heldreichi [en] |
|  |                        |

|  | Ameles syriensis [en]  |
|  |                        |
|  | Ameles aegyptiaca [en] |
|  |                        |

|  | \| \| Ameles dumonti [en] \| \| \| \| \| \| Ameles heldreichi [en] \| \| \| \| |
|  |                                                                                |
|  | Ameles decolor                                                                 |
|  |                                                                                |
|  | Ameles dumonti [en]                                                            |
|  |                                                                                |
|  | Ameles heldreichi [en]                                                         |
|  |                                                                                |

|  | Ameles dumonti [en]    |
|  |                        |
|  | Ameles heldreichi [en] |
|  |                        |

|  | Ameles syriensis [en]  |
|  |                        |
|  | Ameles aegyptiaca [en] |
|  |                        |

|  | \| \| Ameles dumonti [en] \| \| \| \| \| \| Ameles heldreichi [en] \| \| \| \| |
|  |                                                                                |
|  | Ameles decolor                                                                 |
|  |                                                                                |
|  | Ameles dumonti [en]                                                            |
|  |                                                                                |
|  | Ameles heldreichi [en]                                                         |
|  |                                                                                |

|  | Ameles dumonti [en]    |
|  |                        |
|  | Ameles heldreichi [en] |
|  |                        |

|  | Ameles syriensis [en]  |
|  |                        |
|  | Ameles aegyptiaca [en] |
|  |                        |

|  | \| \| Ameles dumonti [en] \| \| \| \| \| \| Ameles heldreichi [en] \| \| \| \| |
|  |                                                                                |
|  | Ameles decolor                                                                 |
|  |                                                                                |
|  | Ameles dumonti [en]                                                            |
|  |                                                                                |
|  | Ameles heldreichi [en]                                                         |
|  |                                                                                |

|  | Ameles dumonti [en]    |
|  |                        |
|  | Ameles heldreichi [en] |
|  |                        |

|  | Ameles syriensis [en]  |
|  |                        |
|  | Ameles aegyptiaca [en] |
|  |                        |

|  | \| \| Ameles dumonti [en] \| \| \| \| \| \| Ameles heldreichi [en] \| \| \| \| |
|  |                                                                                |
|  | Ameles decolor                                                                 |
|  |                                                                                |
|  | Ameles dumonti [en]                                                            |
|  |                                                                                |
|  | Ameles heldreichi [en]                                                         |
|  |                                                                                |

|  | Ameles dumonti [en]    |
|  |                        |
|  | Ameles heldreichi [en] |
|  |                        |

|  | Ameles syriensis [en]  |
|  |                        |
|  | Ameles aegyptiaca [en] |
|  |                        |

|  | \| \| Ameles dumonti [en] \| \| \| \| \| \| Ameles heldreichi [en] \| \| \| \| |
|  |                                                                                |
|  | Ameles decolor                                                                 |
|  |                                                                                |
|  | Ameles dumonti [en]                                                            |
|  |                                                                                |
|  | Ameles heldreichi [en]                                                         |
|  |                                                                                |

|  | Ameles dumonti [en]    |
|  |                        |
|  | Ameles heldreichi [en] |
|  |                        |